# Perlbartvogel
Der Perlbartvogel (Trachyphonus margaritatus) ist eine Vogelart aus der Familie der Afrikanischen Bartvögel. Sie kommt in Afrika nur nördlich des Äquators vor und ist damit die am weitesten im Norden vertretene Art der Schmuckbartvögel. Der Perlbartvogel ist eng mit dem ähnlich aussehenden Flammenkopf-Bartvogel verwandt, der in Afrika weiter südlich vorkommt. Es werden für den Perlbartvogel mehrere Unterarten unterschieden. Die IUCN stuft den Perlbartvogel als nicht gefährdet (least concern) ein. 

## Erscheinungsbild
Die Männchen der Nominatform erreichen eine Flügellänge von 8,7 bis 9,6 Zentimetern. Die Schwanzlänge beträgt 7,8 bis 9,2 Zentimeter, der Schnabel misst zwischen 2,2 und 2,5 Zentimetern. Weibchen haben ähnliche Körpermaße.
Die Männchen haben einen schwarzen Oberkopf. Am Hinterkopf befindet sich eine kleine schwarze Federhaube. Der Nacken ist ebenso wie die Kopfseiten gelb, allerdings ist der Nackenbereich dicht schwarz getupft. Die Körperoberseite ist überwiegend braun mit großen weißen Flecken. Die Oberschwanzdecken sind rot, die einzelnen Federn weisen gelbe Spitzen auf. Die Steuerfedern sind braun und weiß quergebändert. Das Kinn ist weiß, die Kehle, die Kehlseiten und die Brust sind weiß, wobei bei einzelnen Individuen die Brustmitte einen orangen Ton haben kann. Die Männchen haben auf der Vorderbrust einen kleinen, schildförmigen Fleck. Über die Brustmitte verläuft ein nicht vollständig geschlossenes, schwarz, weiß und orange getupftes Band. Die übrige Körperunterseite ist gelb. Die Unterschwanzdecken sind rot. Der Schnabel ist im Verhältnis zur Körpergröße lang und spitz zulaufend. Die Schnabelfarbe ist rosa, rötlich oder bräunlich, die Schnabelspitze ist grau bis matt schwarz. Die Beine sind dunkel bis hellgrau.
Weibchen unterscheiden sich von den Männchen durch den fehlenden schwarzen Brustfleck. Ihr Gefieder ist außerdem matter gefärbt. Die Unterarten weisen gegenüber der Nominatform nur geringfügige Unterschiede in der Gefiederfärbung auf. 
Verwechslungsmöglichkeiten bestehen mit dem Flammenkopf-Bartvogel und dem Ohrfleck-Bartvogel. Der Perlbartvogel ist deutlich gelblicher gefiedert als der Flammenkopf-Bartvogel. Vom Ohrfleck-Bartvogel unterscheidet sich der Perlbartvogel durch die fehlenden Flecken an den Kopfseiten und der Kehle.

## Verbreitungsgebiet
Der Perlbartvogel ist ein Afrikanischer Bartvogel der Sahelzone. Sein Verbreitungsgebiet erstreckt sich von der Mitte Malis über den Niger und den Nordosten Nigerias, über den Tschad und den Sudan in den Norden Äthiopiens bis nach Eritrea, Dschibuti und den Norden Somalias. Die Höhenverbreitung reicht vom Meeresniveau bis in Höhenlagen von 1800 Metern.

## Lebensweise
Ähnlich wie der Flammenkopf-Bartvogel benötigt der Perlbartvogel reich strukturierte Habitate. Er kommt in mit Akazien bestandenem Gras- und Buschland, an felsigen Hängen und in Wadis vor. Er nutzt auch Ruinen und bewässerte Gärten. Dort wo Termitenhügel zur Verfügung stehen, besiedelt er auch strukturärmeres Gelände. Perlbartvögel sind ähnlich wie die Flammenkopf-Bartvögel soziale Vögel, die paarweise und häufiger noch in kleinen Trupps leben. Diese Verbände brüten und suchen gemeinschaftlich nach Nahrung. Die Nahrungssuche findet zu einem großen Teil auf dem Erdboden statt. Es sind Allesfresser, die sich von Käfern, Heuschrecken, Gottesanbeterinnen und andere Insekten ernähren. Sie fressen vermutlich auch kleine Wirbeltiere und Vogeleier. Daneben spielen Früchte in der Ernährung eine Rolle. Perlbartvögel sind zwar unauffällige aber laute Vögel. Auf Grund der häufigen Interaktionen zwischen den einzelnen Vögeln einer Gruppe machen sie sich daher dennoch schnell bemerkbar; sie sind jedoch nirgendwo häufig. Ihr Flug ist sehr langsam. 
Perlbartvögel sind Höhlenbrüter und graben ihre Höhlen in Termitenhügeln und Erdsteilwänden selber. Sie nutzen für die Brut auch die Wände aufgegebener Brunnen und alter Gebäude. Das Gelege besteht aus vier bis sechs Eiern. Diese haben eine rosa-weißliche Schalenfarbe. Über die Dauer der Brut- und Nestlingszeit liegen keine Daten vor. Vermutlich sind sie jedoch in der Lage, zweimal pro Jahr Junge aufzuziehen. Jungvögel betteln laut um Nahrung und folgen den adulten Vögeln während der Nahrungssuche.

## Belege

### Einzelbelege
1. ↑  Short et al., S. 125.
2. ↑  Short et al., S. 124.
3. 1 2  Short et al., S. 127.

### Weblink
- Trachyphonus margaritatus in der Roten Liste gefährdeter Arten der IUCN 2013.2. Eingestellt von: BirdLife International, 2012. Abgerufen am 2. Februar  2014.